# میس ون

نگاره‌ای از گرافیتی میس ون، هنرمند خیابانی اهل فرانسه بر روی دری در خیابان فیلمور (en)، سانفرانسیسکو.

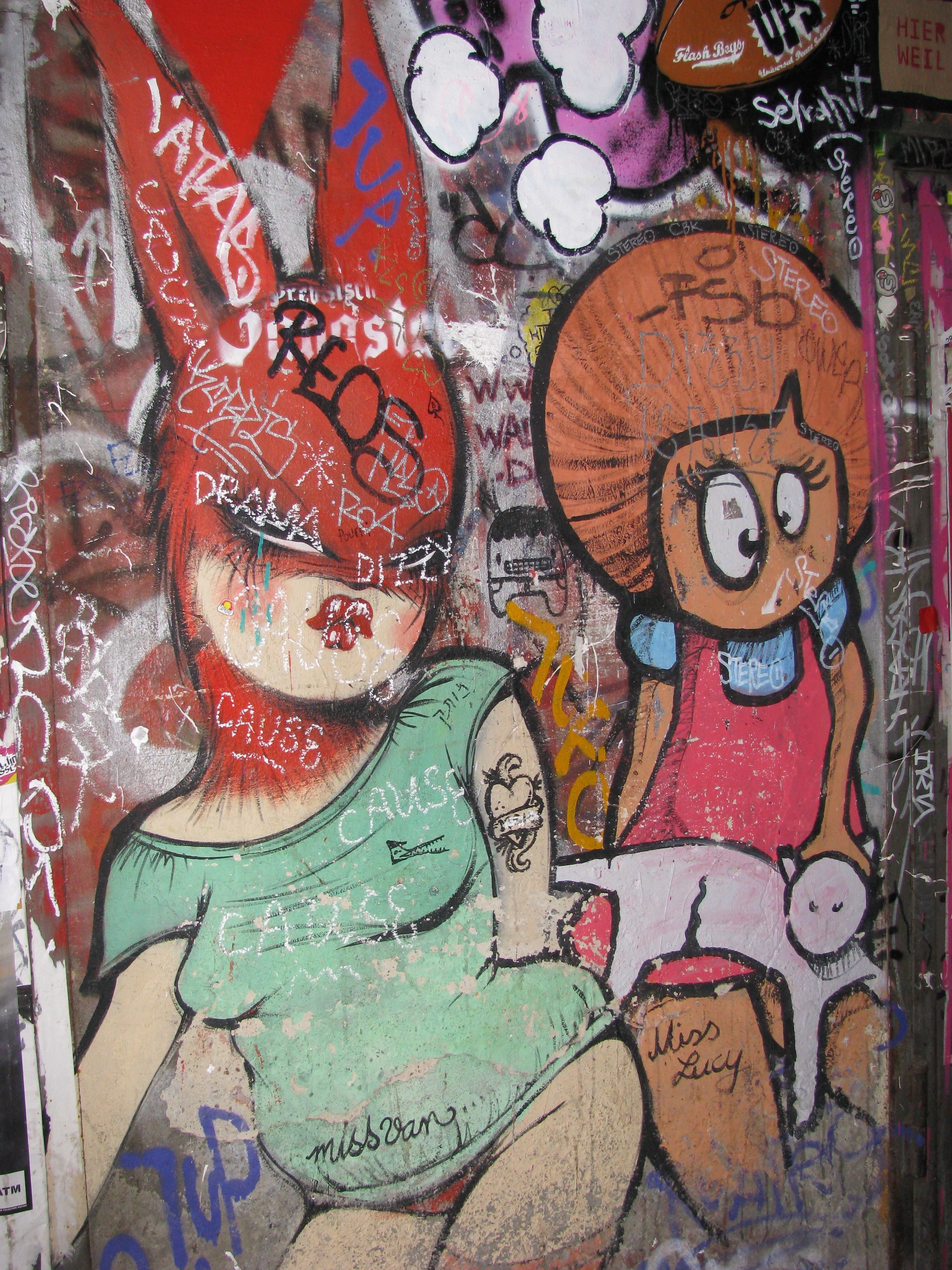
نقاشی دیواری میس وَن و لوسی کوچک اثر اِل باچو در خیابانی در برلین.

میس وَن (به فرانسوی: Miss Van؛ متولد ۱۹۷۳ در تولوز، فرانسه)، معروف به ونسا آلیس (به فرانسوی: Vanessa Alice)، یک هنرمند نقاشی دیواری و خیابانی است. خانم ون در ۱۸ سالگی نقاشی را در خیابان تولوز و در کنار مادمازل کت آغاز کرد. امروزه او در سطح بین‌المللی به عنوان یک هنرمند هنر خیابانی و هنر زیبای برجسته شناخته می‌شود. در درجه اول، کارهای او به خاطر استفاده از شخصیت‌های منحصر به فردی، به نام پوپه یا عروسک، متمایز با آثار دیگران است. کارهای خانم ون در سطح بین‌المللی، در خیابان‌ها کشیده شده‌اند، اگرچه او تابلوهایی را در گالری‌های فرانسه، اروپا و ایالات متحده به نمایش گذاشته‌است. امروزه مشخصهٔ کارهای او هم هنر خیابانی و هم هنرهای زیبا است؛ چنان‌که مرز میان این دو را از بین برده و با یکدیگر تلفیقشان کرده‌است.
میس ون در حال حاضر در بارسلونا اقامت دارد و چندین کتاب در انتشارات دارگو منتشر کرده و چندین نمایش هنری را در سراسر اروپا هماهنگ کرده‌است. او همچنان یکی از مشهورترین هنرمندان زن خیابانی و گرافیتی در جهان است که به عنوان یکی از چهره‌های برتر کانون هنر خیابانی در اوایل قرن ۲۱ شناخته می‌شود.